# Municipio de Centerville (condado de Neosho)
El municipio de Centerville (en inglés: Centerville Township) es un municipio ubicado en el condado de Neosho en el estado estadounidense de Kansas. En el año 2010 tenía una población de 476 habitantes y una densidad poblacional de 3,83 personas por km².

## Geografía
El municipio de Centerville se encuentra ubicado en las coordenadas 37°30′41″N 95°17′55″O / 37.51139, -95.29861. Según la Oficina del Censo de los Estados Unidos, el municipio tiene una superficie total de 124.3 km², de la cual 123,21 km² corresponden a tierra firme y (0,88 %) 1,09 km² es agua.

## Demografía
Según el censo de 2010, había 476 personas residiendo en el municipio de Centerville. La densidad de población era de 3,83 hab./km². De los 476 habitantes, el municipio de Centerville estaba compuesto por el 94,96 % blancos, el 1,47 % eran amerindios, el 0,84 % eran asiáticos, el 0,42 % eran de otras razas y el 2,31 % eran de una mezcla de razas. Del total de la población el 2,94 % eran hispanos o latinos de cualquier raza.